# Trédarzec
Trédarzec (tiếng Breton: Tredarzeg) là một xã của tỉnh Côtes-d’Armor, thuộc vùng Bretagne, tây bắc Pháp.

## Dân số
Người dân ở Trédarzec được gọi là Trédarzécois.